# جواز سفر كيريباتي
جواز سفر كيريباتي هو وثيقة سفر دولية صادرة عن مواطني كيريباتي.

## متطلبات التأشيرة
اعتبارًا من يناير 2020 كان مواطنوا كيريباتي يتمتعون بإمكانية الوصول إلى 122 دولة وإقليم بدون تأشيرة أو تأشيرة عند الوصول، مما جعل جواز سفر كيريباتي يحتل المرتبة 48 من حيث حرية السفر وفقًا لمؤشر هينلي لجوازات السفر.

## اقرأ أيضاً
متطلبات الحصول على تأشيرة لمواطني كيريباتي